# Pran Chopra
Pour les articles homonymes, voir Chopra.
Pran Chopra, né en janvier 1921 à Lahore et mort le 22 décembre 2013 à New Delhi, est un journaliste, analyste politique  et écrivain indien. Il fut le premier rédacteur en chef indien du quotidien The Statesman.

## Biographie
Né à Lahore (Pakistan) alors rattaché à l'Inde britannique, il commence sa carrière de journaliste en 1941, âgé de 20 ans, d'abord pour la Civil and Military Gazette, puis comme correspondant de guerre en Chine et au Vietnam pour All India Radio, au milieu des années 1940.
Plus tard, Pran travaille pour The Hindu et The Tribune, et produit deux magazines, The Citizen et The Weekend Review.
Au début des années 1960, il devient le premier rédacteur en chef indien du quotidien The Statesman, fondé en 1875 par les colons britanniques et dont le contrôle fut laissé aux Indiens après l'indépendance du pays en 1947.
Vers la fin des années 1990, il travaille comme journaliste indépendant. Tout au long de sa carrière, il écrit plus d'une douzaine d'ouvrages, présentés comme des analyses de la politique indienne, dont The Indian Parliament: A Comparative Perspective (2003), Scene Changes in Kashmir, India and Pakistan (2003) et  India: The Way Ahead (1998).
Il meurt à New Delhi le 22 décembre 2013 des suites d'une maladie, âgé de 92 ans.

## Publications
- 1964 : On an Indian Border
- 1965 : Studies in Indian Democracy
- 1968 : Uncertain India : A Political Profile of Two Decades of Freedom
- 1971 : Before and After the Indo-Soviet Treaty
- 1973 : India’s Second Liberation
- 1979 : Zulfikar Ali Bhutto’s: If I Am Assassinated . . .
- 1983 : Contemporary Pakistan: New Aims & Images
- 1986 : Future of South Asia
- 1994 : India, Pakistan and the Kashmir Tangle
- 1998 : India: The Way Ahead
- 2003 : Scene Changes in Kashmir, India and Pakistan
- 2003 : Political Parties and Party Systems
- 2003 : The Indian Parliament: A Comparative Perspective